# Тент

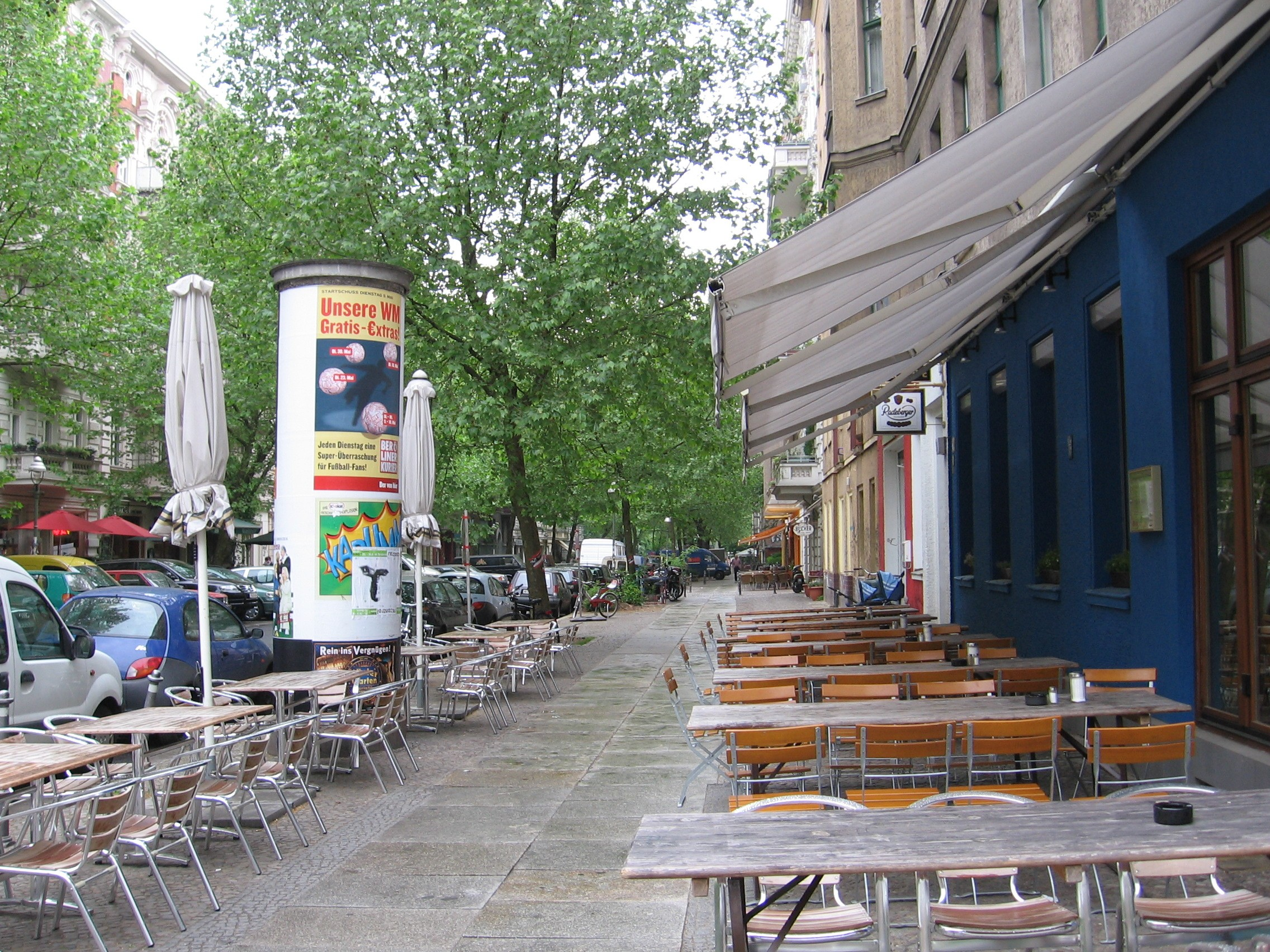
Захист вікон тентом від спекотного сонця.

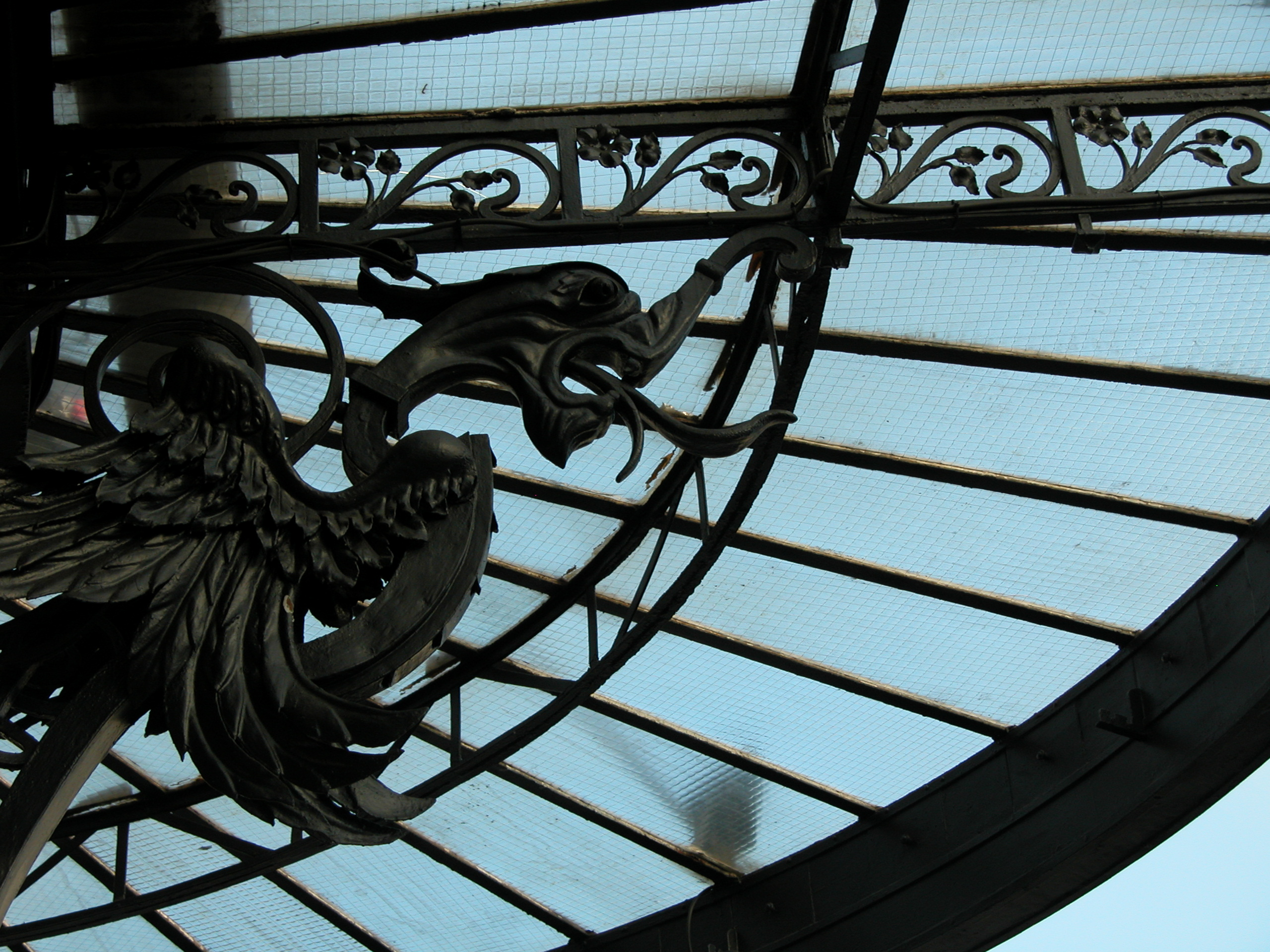
Скляний тент доби Сецесії на фігурних кронштейнах.

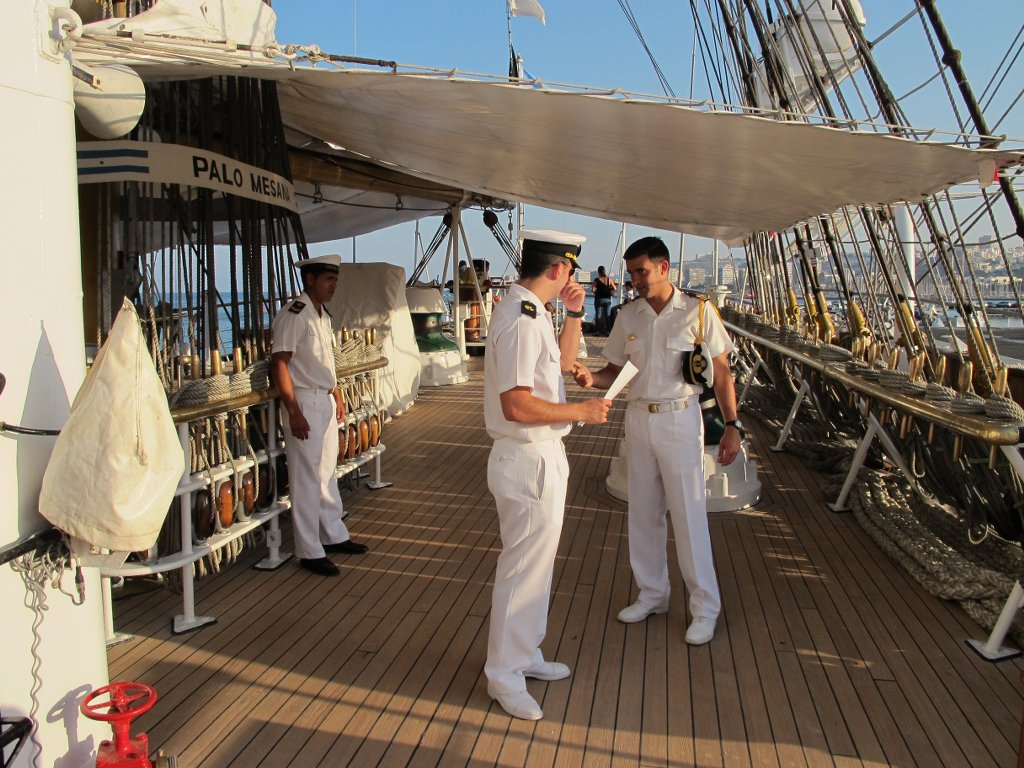
Тент на фрегаті Libertad

Тент (фр. tente від лат. tenta — «натягнута») — тимчасовий дах, покрівля, що поєднує функції даху і примітивного намету.
Тент відомий зі старовини. Як тент використовували текстиль. Вимоги до тканини — бути достатньо міцною, захищати від спекотного сонця, дощу чи вітру. Тент можна комбінувати з дерев'яним чи металевими жердинами чи мотузками для розтягування і фіксації з використанням люверсів. Ткані тенти викоритовувавли в стародавніх Сирії і Єгипті, це були невеликі килими з мотузками.
На суднах знімні тенти використовують для захисту верхньої палуби від сонця і опадів. Залежно від місця встановлення бувають бакові, шканцеві, ютові. Палубні тенти складаються з парусинового полотнища, натягнутого за допомогою стійок і леєрів: у діаметральній площині встановлюється поздовжня балка на двох стійках, від якої до тентових стійок біля бортів йдуть поперечні бруски (або троси); стійки споряджені обушками, через які проходить леєр з талрепами. Дощові тенти мають нахил до бортів, тому для їх встановлення леєр протягають через нижні обушки бортових стійок По краях основного полотнища тенту спускаються вертикальні полотнища — тентові пілки (поли).
У період промислової революції частку тентів (як різновид дахів) почали виготовляти індустріальними засобами і з нетканих матеріалів — скла, тонкого заліза, кольорових пластмас.
Текстильні тенти широко використовують туристи чи дачники в літній період. До переваг тентів відносяться невелика вага і здатність до транспортування на великі відстані, зручність в експлуатації.
В Україні виробництвом тентів займаються близько сотні виробників. Лідерами виробництва тентів станом на кінець 2017 року є «Тент-Модуль» (ТОВ «Архитектурно-Тентова компанія»), ТОВ «РВК Атилла», «Легіон», TENT.ua, ПП «Холстрой», ТОВ «АВ Сплав», «Аверс ЛТД», «ТЕНТ-Пром», «Профі ТЕНТ».

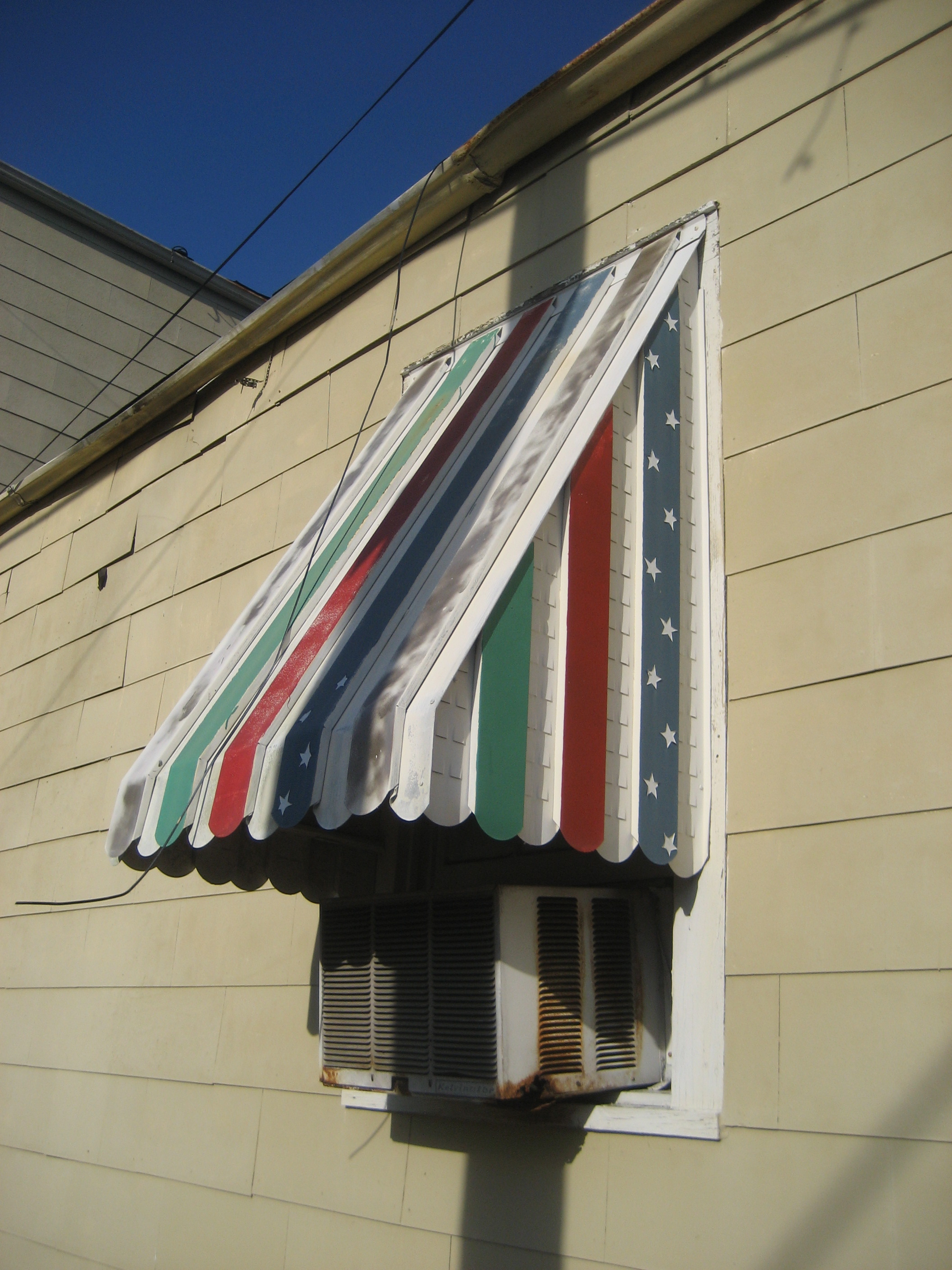
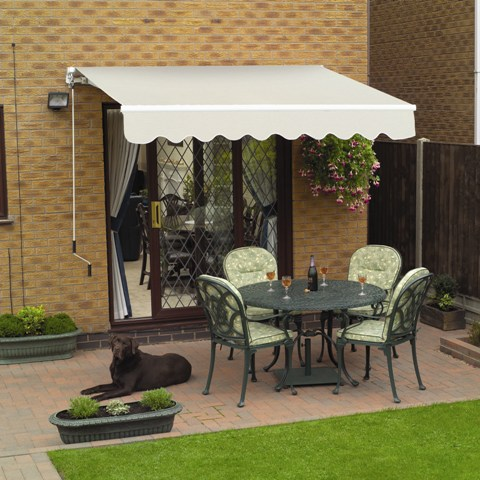
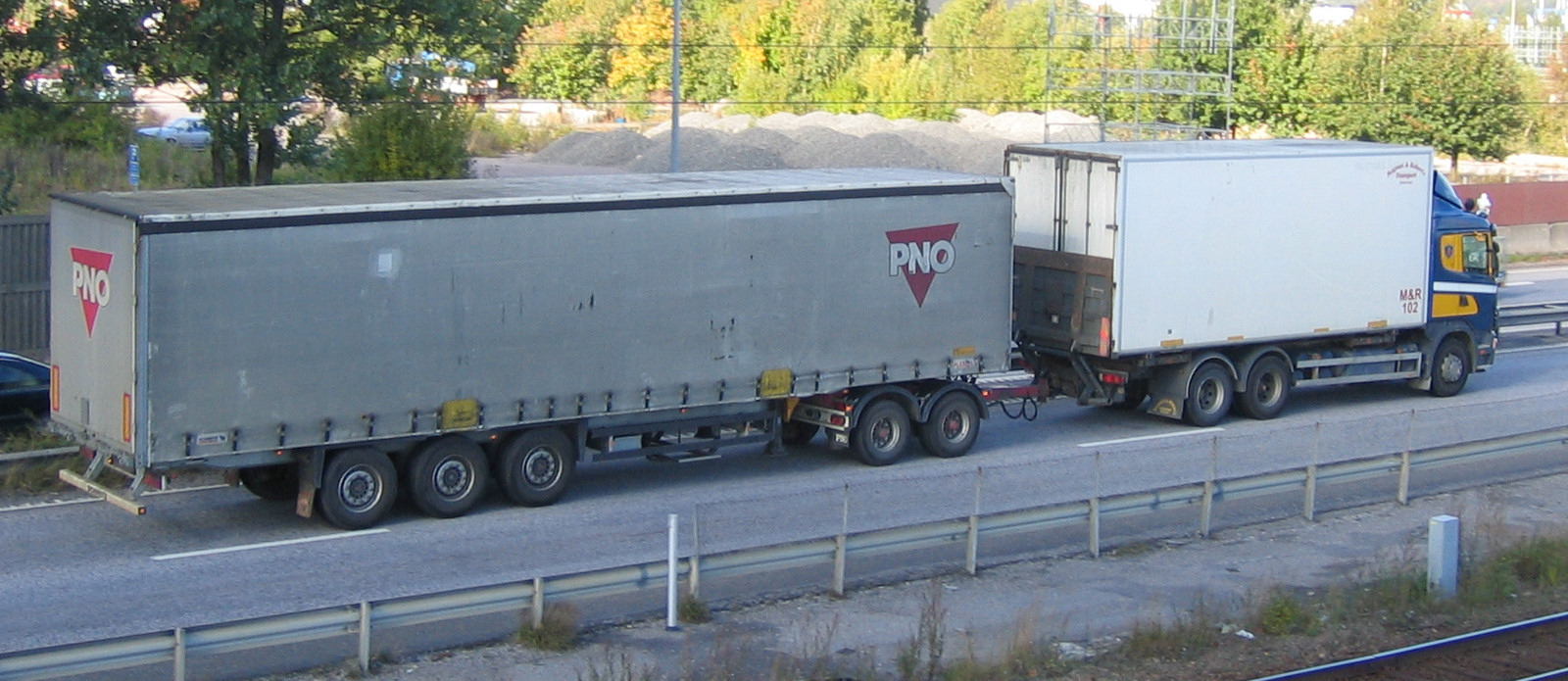
Причіп з тентованим кузовом
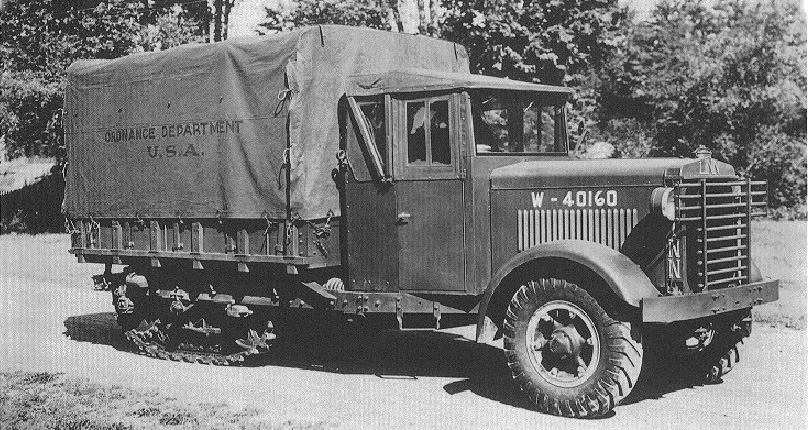
Напівгусенична вантажівка з тентом часів Другої світової війни